# テレフォンセックス
テレフォンセックス（英：Phone_sex）とは、電話を介してお互いの音声のみで性的行為を行う事である。

## 概要
主にテレフォンクラブなどで多く行われた。電話での会話を通じて、相手と直接触れ合っているような疑似体験をする。

### メリット
- 音声のみのやり取りなので、お互い顔を見られる必要がなく、プライバシーが保てる。
- 性感染症や望まぬ妊娠などの心配がない。

### デメリット
- 電話料金に注意する必要がある。
- 音声のみのやり取りなため、相手が身分を偽っている恐れがある。

## 題材とした作品
- ガール6
- 東京SEX
- 真夜中の殺人コール
- 盗聴 (1996年の映画)
- パンチドランク・ラブ (映画)
- スウィート・エモーション (エアロスミスの曲)
- 声優夫婦の甘くない生活